# Cabo Noroeste
Cabo Noroeste (em inglês:  North West Cape) é um cabo e península da Austrália Ocidental. A cordilheira do Cabo (Cape Range) corre pela espinha dorsal da península, o recife Ningaloo corre ao longo da margem ocidental e nela se situa a cidade de Exmouth (2207 hab. em 2011). A zona está protegida como Parque Nacional da Cordilheira do Cabo.

## História
Em 1618, o capitão Lenaert Jacobszoon e o navegador Willem Janszoon da Companhia Holandesa das Índias Orientais, a bordo do Mauritius, avistaram o cabo em 31 de julho de 1618, crendo por erro que era uma grande ilha.
Phillip Parker King visitou mais tarde o lugar em 1818 e chamou-lhe Cabo Noroeste, e deu nome ao golfo de Exmouth em memória de um oficial naval.
O primeiro petróleo a ser explorado na Austrália foi descoberto em 1953 na cordilheira Rough, pela companhia exploradora WAPET. 